# Треска в Ел Пао
„Треска в Ел Пао“ (на френски: La Fièvre Monte à El Pao) е френско-мексикански филм от 1959 година, политическа драма на режисьора Луис Бунюел по негов сценарий в съавторство с Луис Алкориса, базиран на едноименния роман от 1955 година на Анри Кастию. Главните роли се изпълняват от Жерар Филип, Мария Феликс, Жан Серве. „Треска в Ел Пао“ е последният филм на известния френски актьор Жерар Филип, който умира по време на снимките.

## Сюжет
Действието се развива на латиноамерикански остров, където местният губернатор е убит при политически безредици и властта е временно поета от неговия идеалистичен секретар, който скоро е заменен от новия безскрупулен губернатор.

## В ролите
| Изпълнител        | Роля                       |
| ----------------- | -------------------------- |
| Жерар Филип       | Рамон Васкес               |
| Мария Феликс      | Инес Рохас                 |
| Жан Серве         | Алехандро Гуал             |
| Мигел-Анхел Ферис | Управителят Мариано Варгас |
| Раул Дантес       | Лейтенант Гарсия           |
| Доминго Солер     | Професор Хуан Карденас     |
| Виктор Хунко      | Индарте                    |